# René Hauss (Politiker)
René Hauss (* 25. Januar 1896 in Straßburg; † 22. November 1965) war ein elsässischer Politiker.

## Leben
Hauss war der Sohn des Reichstagsabgeordneten Karl Hauss. Er war von Beruf Drucker und gründete 1927 zusammen mit Paul Schall und Karl Roos die „Unabhängige Landespartei für Elsaß-Lothringen“ (ULP), die ein weitgefasstes Selbstbestimmungsrecht für Elsass-Lothringen forderte. Von 1928 bis 1934 war er Generalrat im Département Bas-Rhin, anschließend Stadtrat in Straßburg.
Bei einer Nachwahl zur Französischen Nationalversammlung wurde er  am 13. Januar 1929 zum Nachfolger als Abgeordneter von Joseph Rossé gewählt, dem das Mandat aberkannt worden war. Seit Ende 1929 war er Mitherausgeber der Elsass-Lothringer Zeitung (ELZ). Im Jahre 1932 kandidierte er nicht mehr. 1931 gründete er eine separatistische Partei und gehörte 1939 zu den Angeklagten im Prozess gegen „Die Nanziger“. 1940, durch Deutschland befreit, schloss er sich der NSDAP an und wurde Unterpräfekt von Haguenau. Nach der Befreiung flüchtete er nach Deutschland und wurde Journalist. Im Jahre 1947 wurde er von einem Straßburger Gericht zum Tode verurteilt.